# Benjamin Dale
Pour les articles homonymes, voir Dale.
Benjamin James Dale (Londres 17 juillet 1885 – 30 juillet 1943) est un compositeur britannique.

## Biographie
Frère cadet du physiologiste et pharmacologiste Henry Hallett Dale (1875–1968) prix Nobel 1936, Benjamin naît dans une famille nombreuse composée de sept enfants.
Pilier de la Royal Academy of Music, où il enseigna l'harmonie, et en assura la direction à partir de 1936, Benjamin James Dale se tint en marge des courants de la vie musicale anglaise. Une santé fragile, dégradée par un long internement en Allemagne et en Hollande durant la Première Guerre mondiale, une exigence sans frein sur la qualité de son travail ont réduit son catalogue à quelques opus.
Il épouse la compositrice et musicologue anglaise Kathleen Richards en 1921.

## Style musical
Dans ses œuvres pour piano, « les idées mélodiques abondent et le sens des atmosphères triomphe malgré une écriture qui ne cherche surtout pas à faire briller le pianiste ».

## Œuvres
Benjamin Dale a composé une sonate pour piano, et de petites pièces Prunella dont la première version avec violon était née lors de son internement à Ruhleben, Night Fancies (1909), sous titré Impromptu.
Sa vaste sonate pour piano (plus de quarante minutes où se logent sept variations) a donné lieu a plusieurs enregistrements dans les années 1930 et 1940 sous les doigts d’interprètes aussi en vue que son dédicataire York Bowen. Le dernier enregistrement datait de 1955 avant que deux nouvelles versions ne soient publiées fin 2011 dont une par Danny Driver.
- Sonate pour piano en ré mineur (1902–05)
- opus 2 : suite pour alto, piano
- opus 3 : impromptu
- opus 4 : Phantasy pour alto, piano

## Pour approfondir